# 卡斯特羅巴羅斯縣
卡斯特羅巴羅斯縣（西班牙語：Departamento Castro Barros），是阿根廷的縣份，位於該國西北部拉里奧哈省，首府設於阿明加，面積1,420平方公里，2010年人口4,268，人口密度每平方公里3.01人。
28°50′27″S 66°56′23″W / 28.84083°S 66.93972°W